# Schillerstraße
Schillerstraße è stato un programma televisivo tedesco prodotto dalla Hurricane & JuniTV GmbH e trasmesso su Sat.1. Da questa versione, è stato creato da Fatma Ruffini Buona la prima!, prodotto dalla Grundy Italia e trasmesso su Italia 1 a partire dal 2007. Nel 2019, è stata presentata su Rai 2 una nuova versione del programma, dal titolo Improvviserai.

## Format
Gli attori in scena non hanno copione, conoscono il punto di partenza della storia, ma ne devono improvvisare il seguito. A determinare il corso della trama vi è un suggeritore che comunica con gli attori in scena tramite auricolari. Solo il personaggio interessato e gli spettatori a casa sentono il suggerimento, mentre il pubblico in sala lo può leggere su un maxischermo; gli altri attori devono invece essere bravi ad assecondare chi ha ricevuto il suggerimento, creando continuamente nuove gag comiche.

## Episodi
Sono stati prodotti 150 episodi+1 speciale in 7 stagioni
| Stagione         | Episodi         | Totali | Prima TV                    |
| ---------------- | --------------- | ------ | --------------------------- |
| Prima stagione   | 16              | 16     | settembre-dicembre 2004     |
| Seconda stagione | 24              | 40     | gennaio-giugno 2005         |
| Terza stagione   | 44              | 84     | settembre 2005-luglio 2006  |
| Quarta stagione  | 27 + 1 speciale | 112    | settembre 2006-aprile 2007  |
| Quinta stagione  | 12              | 124    | gennaio-aprile 2009         |
| Sesta stagione   | 17              | 141    | ottobre 2009-marzo 2010     |
| Settima stagione | 10              | 151    | novembre 2010-febbraio 2011 |

## Uscita dei DVD
Il 4 aprile 2008, è stato rilasciato il DVD Schillerstraße – Best of Staffel 1 & 2 , che comprende dodici episodi delle prime due stagioni. Il set di tre DVD include anche materiale bonus. 
Un altro DVD è uscito nel febbraio 2010 con il titolo Schillerstraße - Staffel 5.1 , comprendente la stagione 5 completa e i primi tre episodi della stagione 6.
Nell'aprile 2010, viene rilasciata Schillerstraße - Staffel 5.2 nella quale sono compresi gli episodi rimanenti della stagione 6.